# Congrès international des mathématiciens de 2014
Le Congrès international des mathématiciens de 2014 (en abrégé ICM 2014) a été le vingt-sept Congrès international des mathématiciens qui s'est tenu à Séoul du 13 août au 21 août du 2014,,,,,.
Le thème du congrès était «Rêves et espoirs pour les débutants tardifs»,. L'organe législatif de Corée, l'Assemblée nationale (Corée du Sud), a adopté une résolution en faveur de l'ICM de Séoul en novembre 2013 et le gouvernement sud-coréen a déclaré l'année 2014 comme l'année mathématique coréenne afin de maximiser l'impact de l'ICM de Séoul en Corée. Plusieurs grandes entreprises ont fait des dons considérables à ce Congrès soulignant l'importance croissante des mathématiques.
5 000 mathématiciens de 125 pays se sont rendus à Séoul pour écouter neuf jours de conférences sur les mathématiques, se rencontrer, s'amuser et travailler ensemble.
C'est lors de ce congrès qu'une médaille Fields a été remise pour la première fois à une mathématicienne, Maryam Mirzakhani.
Cet ICM n'est que le quatrième organisé en Asie, après l'ICM de 1990 au Japon, l'ICM de 2010 en Inde et l'ICM de 2002 en Chine.
Ce Congrès a également mis l'accent sur les programmes de sensibilisation du public. Les conférences publiques de James Simons et du lauréat du prix Leelavati, le match de Baduk (jeu de go) contre des maîtres renommés et l'événement de projection de films mathématiques, pour n'en nommer que quelques-uns, ont été rendus possibles grâce aux efforts de l'équipe de sensibilisation de l'ICM. Ces efforts visaient à contribuer à faire des mathématiques une partie de la culture de masse de notre temps.
Le comité d'organisation de l'ICM, qui a invité 1 000 mathématiciens de pays en développement à ce congrès, a exigé des efforts ciblés et concertés de la communauté mathématique coréenne.

## Logo
Le logo de ICM 2014 comprend deux spirales dorées qui grandissent et s'étendent au rythme du nombre d'or.
Il représente la croissance avec un ordre mathématique et symbolise les rêves et les espoirs des débutants tardifs.
Le logo en forme de S rappelle le S de Séoul, ainsi que l'image « Tae-Geuk » du drapeau coréen.
Le Tae-Geuk symbolise l'harmonie du Yin et Yang. La couleur rouge est Yang, amour et passion. La couleur bleue est le Yin, l'intelligence et le rêve. Le Yin et le Yang, cependant, commencent avec la même couleur et la même forme, représentant l'unité de l'univers.

## Pays du congrès

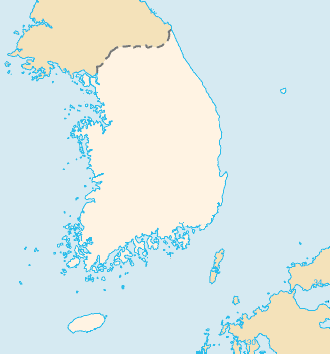
Localisation de la Corée du Sud

En 2010, à Bangalore, l'Assemblée générale de l'Union mathématique internationale s'est prononcée en faveur de la candidature de Séoul au congrès de l'ICM 2014.
La proposition a été soumise par la Société mathématique coréenne et défendue par Hyungju Park. Le seul inconvénient de la Corée du Sud était son histoire relativement courte de la recherche mathématique moderne. Le gouvernement coréen a accordé au comité local de l'ICM 2014 une subvention en espèces de 250 000 USD pour l'aider dans ses efforts d'appel d'offres.
En outre, le président coréen Myung-bak Lee a écrit une lettre de soutien enthousiaste à accompagner la proposition du Congrès.
De plus, le gouvernement coréen a pris la décision formelle d'offrir un soutien financier à Séoul ICM. Son soutien devrait dépasser 3 000 000 USD.
L'attente de l'ICM 2014 était d'être un tournant pour les mathématiques en Corée; toucher le public et être reconnu par la société.

## Récompenses

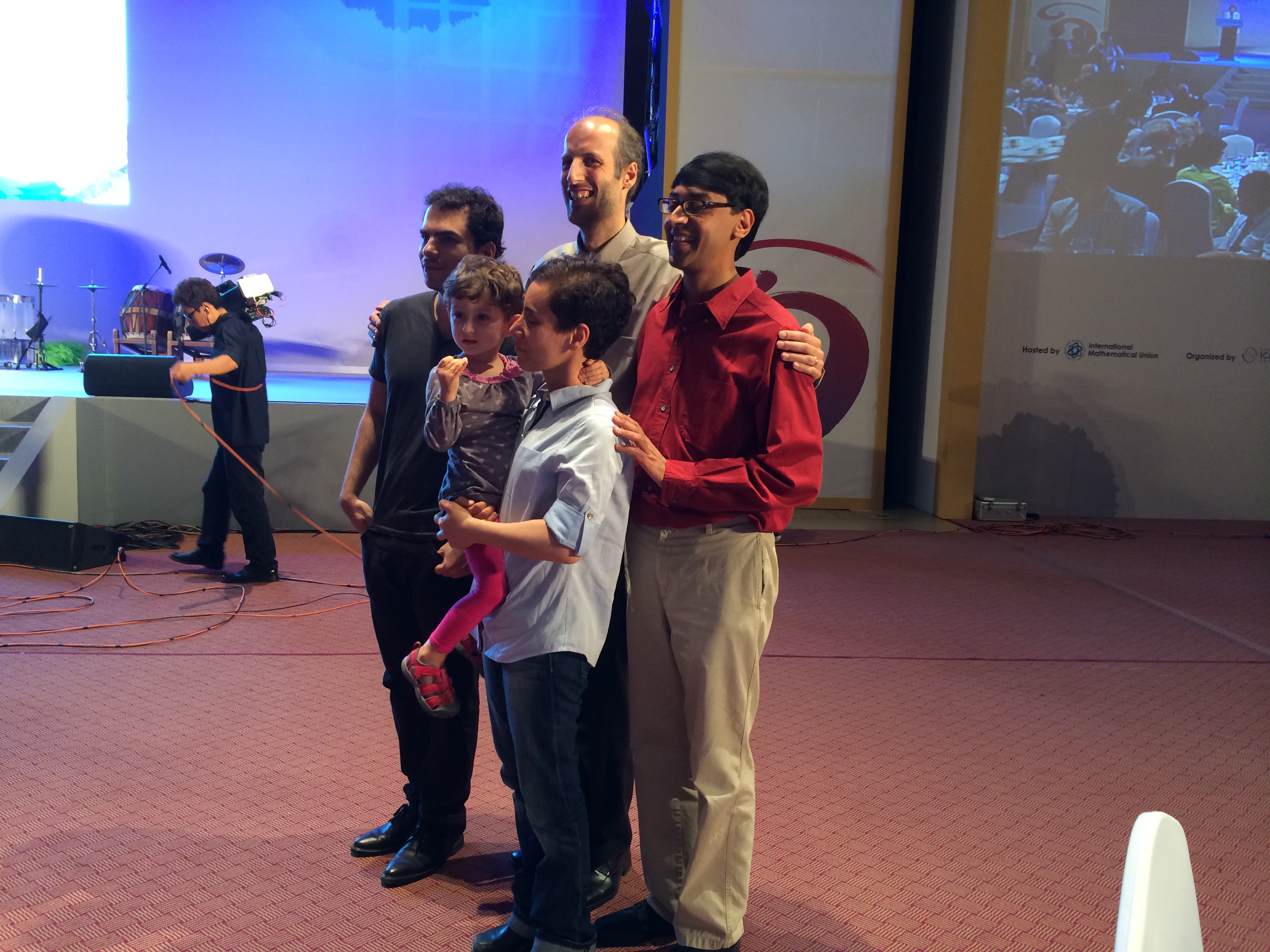
Quatre médaillés Fields de gauche à droite (Artur Ávila, Martin Hairer (à l'arrière), Maryam Mirzakhani, avec la fille de Maryam, Anahita) et Manjul Bhargava.

Les médailles Fields ont été décernées à Maryam Mirzakhani pour ses travaux sur les surfaces mathématiques, à Artur Avila pour ses travaux sur les systèmes dynamiques, à Manjul Bhargava pour ses travaux en théorie des nombres et à Martin Hairer pour ses travaux sur les équations différentielles.
Le prix Nevanlinna a été décerné à Subhash Khot, pour son travail sur la compréhension de la complexité des algorithmes et la recherche de moyens de les rendre plus efficaces. Le prix Gauss a été décerné à Stanley Osher pour des travaux ayant des applications en traitement d'images et en vision par ordinateur. Et la médaille Chern a été décernée à Phillip Griffiths pour ses travaux en géométrie algébrique, géométrie différentielle et équations différentielles.
Adrián Paenza a reçu le prix Leelavati pour ses contributions décisives à changer l'état d'esprit de tout un pays sur la façon dont il perçoit les mathématiques.

## Lieu du congrès
L'exposition a eu lieu dans le Hall C1 (3F), COEX.
Il y a eu plusieurs controverses sur le lieu du Congrès, jusqu'à ce que finalement le lieu définitif soit choisi.

## Cérémonie d'ouverture
La cérémonie a commencé par un spectacle de danseurs sud-coréens, avant que Ingrid Daubechies, présidente de l'IMU, n'annonce les gagnants.